# Saukkovaara (kulle i Kajanaland)
Saukkovaara är en kulle i Finland. Den ligger i Ristijärvi och landskapet Kajanaland, i den centrala delen av landet, 500 km norr om huvudstaden Helsingfors. Toppen på Saukkovaara är 320 meter över havet.
Terrängen runt Saukkovaara är huvudsakligen platt. Saukkovaara är den högsta punkten i trakten. Runt Saukkovaara är det mycket glesbefolkat, med 4 invånare per kvadratkilometer.